# Споменик војводи Вуку
Споменик војводи Вуку налази се у Београду у парку на Топличином венцу. Аутор скулптуре из 1922. године је вајар Ђорђе Јовановић. Споменик је постављен тек 1936. године.
Посмртни остаци војводе Вука, пренети су у Београд из српског војничког гробља на Зејтинлику код Солуна, 30. септембра 1923. године. У свечаној поворци централним улицама Београда, након опела у Саборној цркви и опроштајног говора са балкона Народног позоришта војвода је последњи пут испраћен и сахрањен на Новом гробљу.

## Живот Војина Поповића
У раном детињству Војин Поповић Вук је под турским терором пребегао из Сјенице у Крагујевац, где је остао на школовању. Након свршене Војне академије 1903. у Београду, као пешадијски потпоручник приступио је четничкој организацији 1905. године, а 1911. и тајној организацији „Уједињење или смрт“ (Црна рука). Учествовао је у борбама против Турака у Македонији и Старој Србији у периоду 1905—1912. (Челопек, Куманово, Прилеп, Битољ, обала Вардара) и против Бугара на реци Брегалници 1913. У Првом светском рату се прославио у Дринској, Колубарској и посебно у Церској бици, подвизима за које је био одликован Карађорђевом звездом IV и III реда. Стекао је чин пешадијског потпуковника српске војске. Иако познат као строг и неумољив, уживао је безгранично поверење и остао у сећању као најузорнији четнички војвода, због изузетне храбрости којом је предводио саборце. Његови одреди су обезбеђивали пратњу престолонаследника Александра Карађорђевића приликом повлачења преко Албаније, након великих губитака 1915. године. 
Непрестано бојевање завршио је на најтежем делу Солунског фронта у Првом светском рату као командант Добровољачког одреда у борбама са Бугарима за освајање Кајмакчалана, стратешки најважнијег врха планине Ниџе, о чему су сведочили најближи саборци. Након рањавања на Старавинском вису у подручју Црне реке 29. новембра 1916. године, војвода је наставио протеривање непријатеља, али га је оборио метак на самој завршници битке.

## Идеја о споменику и подизање
После сахрањивања у Београду, предлагало се подизање споменика војводи Вуку. Градско веће Београдске општине предложило је да се за подизање споменика одреди место у парку на Топличином венцу. Средства за израду споменика обезбедили су многобројни поштоваоци војводе Вука. За израду скулптуре за споменик војводи, ангажован је истакнути вајар вајар Ђорђе Јовановић, школован у Бечу, Минхену и Паризу, који је већ годину дана раније (1922) излио у Прагу бронзану скулптуру војводе. Подизање споменика најпоштованије личности четничког покрета одлагано је више година, због неповољних политичких догађаја у којима су неки припадници „ Црне руке“ учествовали, као и деловање четничких одреда као помоћ регуларној српској војсци на простору Србије и Македоније, а који су, као незваничне војне групације, временом били угашени под притиском европских влада.
У недељу 25. октобра 1936. године, у парку на Топличином венцу свечано је откривен и освештан споменик великом ратнику за ослобођење српских земаља - главном команданту народне војске, српског Добровољачког одреда, Војину Поповићу, који је за саборце још за живота био легенда - војвода Вук. Уз звуке четничке химне, уз присуство више хиљада грађана и неколико десетина највиших званица, најугледнијих војних представника, представника краља Петра II, споменик је открио адвокат Милан Аћимовић, некадашњи четник и ратни друг војводе Вука. Тиме је прослављена двадесетогодишњица његове јуначке погибије. Споменик је постављен у центру тадашње престонице Краљевине Југославије.

## Опис споменика
Споменик у виду скулптуре војводе Вука на високом постаменту, изведен је у духу меморијала грађених широм Србије, а у традицији европских примера, који чувају сећање на страдале борце за ослобођење у балканским ратовима и Првом светском рату. На постоље у облику зарубљеног квадра изграђеном од пешчара, постављена је бронзана скулптура војводе, који је на симболичном узвишењу закорачио у снажном покрету напред, мада у предаху између борби, јер држи оружје спуштено у десној руци, док левом руком показује напред на градове на југу тадашње Србије, које је још требало ослободити. Војвода је представљен реалистично и у изгледу лица и у одежди четничког војводе, вође народне војске, коју чине делови народне ношње и огртач, док му је око паса привезан појас од метака. На глави је капа са амблемом четничког покрета (мртвачка глава са прекрштеним пушкама и двоглавим орлом). На подножју скулптуре урезан је потпис аутора скулптуре „Ђ. Јовановић 1929“. Висина фигуре је 2 метра, постоља 4 метра, док је ширина постоља 1,5 метра. На фронталној страни постамента утиснут је натпис: Војвода Вук 1880—1916, а на бочним странама постамента постављене су плоче са уклесаним именима по седам градова у чијим је ослобађањима војвода Вук учествовао:
На десној плочи су градови: Челопек, Куманово, Елбасан, Брегалница, Самуровића Ада, Лозница.
На левој плочи су градови: Јадар, Конатица, Београд, Власина, Кајмакчалан, Сива Стена, Груниште.
При врху постамента у плитком рељефу обликован је венац, уплетен од листова ловора, на коме су са све четири стране постављене, такође у плитком рељефу, сведене представе кости лобање и тела. Војвода стоји на тријумфалном ловоровом венцу, овенчан бесмртном славом, али са истакнутим симболом припадности народној добровољачкој војсци.
Стил израде рељефа на постаменту одражава уметничке концепте између два светска рата, модернији је и стилизованији у духу скулптуре ар декоа, док сама раније настала скулптура има изражен покрет, али је обрађена без модернизације у изразу. Јасне су типске аналогије и утицаји француске скулптуре, посебно Огиста Родена, а могуће је и поређење са неколико скулптура које је до тада извео вајар Ђорђе Јовановић (Кнез Милош Обреновић, споменик у Пожаревцу (1897), Црногорац (1902), Косачица (1915) и Победник, споменик у Параћину (1920).

## Значај споменика
Споменик војводи Вуку има посебну културно-историјску и уметничку вредност, као један од меморијала ослободилачким ратовима Србије. Он је историјски документ о српској добровољачкој народној војсци, али је и дело једног од најистакнутијих српских скулптора. Ово је једини споменик четничком војводи у Београду и то представљен у целој фигури, док остале војводе припадају регуларној војсци, многи од њих представљени у виду бисте. 
Овим спомеником прослављена је идеја о Ослободиоцу српских земаља, али и ратнику као врхунском узору. У визуализацији лик није идеализован, већ је моделован према аутентичном изгледу, чак је приказан као нешто старији човек, иако је подлегао ранама у 36-ој години.
Споменик војводи Вуку утврђен је за културно добро 2014. године.